# 倉本安奈
倉本 安奈（くらもと あんな、1977年6月21日 - ）は、日本の元ロリータ系AV女優。神奈川県出身。主にスカトロ系AVに出演していた。

## 略歴
2000年 AVデビュー。
2004年 あんなに改名し、自身のホームページ（2005年に閉鎖）を中心にネットアイドルとして活躍。
2009年6月27日、AV・風俗業界から完全引退。

## 出演作品

### アダルトビデオ
倉本安奈 名義
2000年（発売日不明）
- ファッサネイティングガール 美少女日記 Diary 4（セカンドプロジェクト）
- もう1つの物語 Another Story 1（セカンドプロジェクト）
- 排泄遊戯（レイデックス）
- どこでもオナニー（ナチュラル）
- おもらし 27（ギガ）
- 大便おもらし 14（ギガ）
- ぷりぷりデート（ナチュラルハイ）
- ザーメン便器女子校生（ミルキーキャット）

2001年
- 女猫物語 2（3月9日、アロマ企画）
- 犬伝 1（4月6日、忠実堂）
- 臭っさ〜いの好き（5月16日、アロマ企画）
- Happy Date（6月1日、ワンズファクトリー）
- コスプレ汚辱6（6月、シャトルジャパン）
- CosSelect12（6月、シャトルジャパン）
- ドリーム学園 2（8月1日、MOODYZ）
- ボンテージ4GIRLS 1（8月8日、アジアチック）
- 美少女排泄隊 コスプレ.スカドル5人組（8月9日、ハムレット）
- 美少女便器 ウンチのいけにえ（8月9日、SODクリエイト）
- ヌルマンレースクイーン 4（9月30日、アンジャスト）
- ぷりぷりデート 1（10月6日、忠実堂）
- 本能剥き出しのOLたち（11月14日、キュー チップス）
- girifriends MAI ANNA CHIE MAYU（11月14日、キュー チップス）
- 水着ファックパラダイス（11月21日、マイセクシー）
- 真 美少女ウンチ 〜ロ●ータ便器〜（12月20日、SODクリエイト）
- ペニ娘。（12月20日、ディープス）

2002年
- ●淫悪戯(いたずら） あんな（1月8日、グローリークエスト）
- 犬伝 2（1月10日、忠実堂）共演:原田ゆり、徳井唯、立石サヤカ
- SODが引っ越した!そこに頼んでもいないのに監督さん達が全裸の女優さんを連れてきてくれました!?（1月20日、SODクリエイト）
- ロリプチデート（3月2日、グローリークエスト）
- 折檻 ブルセラいじめ（3月14日、グローリークエスト）
- 玩具的美少女 -toy girls-（3月29日、オブテイン・フューチャー）
- いじめられっ娘（3月27日、TMA）
- あんな僕のペット（3月29日、ロイヤルアート）
- プチスカポリス（4月9日、アロマ企画）
- あのロ●ータアイドル倉本安奈ちゃん登場!（4月15日、素人倶楽部）
- 放課後美少女H 純白娘 のぞみEカップ PART.1（4月15日、オブテイン・フューチャー）
- 放課後美少女H 純白娘 のぞみEカップ PART.2（4月15日、オブテイン・フューチャー）
- 臭っさ〜いの好き 可憐（4月24日、アロマ企画）
- つぼみ（5月10日、ビッグモーカル）
- 綺麗なお姉さんなのに…（6月21日、V&Rプランニング）
- みるきぃHiスクール。（7月1日、みるきぃぷりん♪）
- 糞遊戯2（7月22日、自爆）オムニバス作品
- いぢめられっ娘（7月20日、ホットエンターテイメント）
- いたずら遊戯 2（8月17日、アイエナジー）
- 糞女優 由月理帆（8月17日、ナチュラルハイ）
- はじめてのおるすばん（8月17日、宇宙企画(メディアステーション））
- THE DEEP THROAT OF THE RINGS（9月20日、ホットエンターテイメント）
- 竜作 DVD THE GAME　DVD-PG（9月27日、ケイ・エム・プロデュース）
- Fun〜ファン〜（10月4日、アイルビークリエイト）
- [倉本安奈]のロリ痴女（12月2日、みるきぃぷりん♪）
- 24人のカリスマアイドル2（12月13日、ケイ・エム・プロデュース）
- THE アイドルオナニー∞ 自画撮りバージョン（12月13日、ロイヤルアート）
- SCHOOL SWIM WEAR MANIAC（12月27日、ジャネス）

2003年
- ガールズ メモリーズ（1月10日、ビデオバンク）
- 総勢11名!!エルドラド変態スカトロパーティー SIDE1（2月6日、ディープス）
- 義妹いじくり調教（2月13日、TMA）
- 臭っさ〜いの好きやねん　〜美女の汚物をかけられたい〜（2月14日、アロマ企画）
- 総勢11名!!エルドラド変態スカトロパーティー SIDE2（2月20日、ディープス）
- W痴女（2月20日、ジャネス）
- 遊戯VS悪戯（3月20日、グローリークエスト）
- みるスポ!（4月5日、みるきぃぷりん♪）
- 生意気 新任女教師（6月5日、アイエナジー）
- ミニスカポリスアカデミー（7月19日、アイエナジー）
- エクスタシーキス 1（7月23日、ジャネス）
- ロリスカ おもらし教室 2（7月29日、みるきぃぷりん♪）
- 新人ナースの凌辱教育指導（8月3日、アイエナジー）
- 鼻めくり 2（11月7日、アロマ企画）

2004年
- 倉本安奈のうんちとおしっこであなたのオナニーをもっと気持ち良くしてあげる（1月8日、KoBaYa）
- リンチマニア ビンタ編（1月30日、アロマ企画）
- 妹調教倶楽部（1月30日、マルクス兄弟）

あんな 名義
- 糞尿芸者 其の参（2004年4月15日、ナチュラルハイ）
- 鼻汚し（2004年9月10日、アロマ企画）

### 写真集
倉本安奈 名義
- 美少女排泄写真館 熱視線 感じてくれたらウレシイね!（英和出版社）
- 美少女排泄写真集 anna 倉本安奈（英和出版社・英和ムック）